# Стори, Леонидас Джефферсон
Леонидас Джефферсон Стори (англ. Leonidas Jefferson Storey; 6 октября 1834, округ Чаттуга, Джорджия — 28 марта 1909) — американский политик, 13-й вице-губернатор Техаса.

## Биография
Леонидас Джефферсон Стори родился 6 октября 1834 года в округе Чаттуга, штат Джорджия, в семье Джона Томпсона и Люси (урожденной Макалестер) Стори. В 1845 году семья переехала в Гонзалес, Техас, а два года спустя — в Локхарт.
Стори год изучал юриспруденцию в колледже Остина, а в 1858 году занялся адвокатской практикой в Локхарте. Во время гражданской войны Стори дослужился в звании от второго лейтенанта до капитана 26-го Техасского кавалерийского полка под командованием бригадного генерала Ксавье Дебре.
С 1873 по 1875 год Стори представлял округ Колдуэлл в законодательном собрании Техаса, а с 1876 по 1880 год был сенатором штата от 31-го избирательного округа. В 1880 году Стори был избран вице-губернатором Техаса. В 1892 году губернатор Джеймс Стивен Хогг назначил его членом железнодорожной комиссии. 20 января 1903 года Стори стал её председателем, и занимал эту должность до своей смерти 28 марта 1909 года.

### Личная жизнь
В 1859 году Стори женился на Люсинде Эллисон, у них было десять детей.